# Europareservat
Europareservat ist ein Prädikat, das vom Internationalen Rat für Vogelschutz an Vogelschutzgebiete verliehen wird, die folgende Merkmale aufweisen:
- internationale Bedeutung
- Lebensraum einer beachtlichen Zahl an Wat- und Wasservögeln (Relevanz nach internationaler Ramsar-Konvention über die Feuchtgebiete)
- Anerkennung der Schutzwürdigkeit durch die Organisation BirdLife International (Important Bird Area)
- Bewachung und wissenschaftliche Betreuung
- Sicherung mindestens des Kernbereichs als nationales Naturschutzgebiet
- mindestens ein Teilverbot der Jagd für die zu schützenden Vögel im größten Teil des Reservats und der Ausschluss anderer Beunruhigungen

Außerdem wurde der Titel vom Europarat 1979 an das Schutzgebiet Unterer Inn verliehen, als erstes grenzübergreifendes Schutzgebiet der Europäischen Gemeinschaft von Deutschland mit dem seinerzeit noch nicht beigetretenen Österreich. Dieses Modell wurde mit den EU-Erweiterungen hinfällig und durch das Natura-2000-Netzwerk ersetzt, das Gebiet führt die Bezeichnung aber noch immer.